# Bread and Roses
Bread and Roses is een Britse dramafilm uit 2000 onder regie van Ken Loach.

## Verhaal
Maya is een illegale Mexicaanse immigrante. Ze gaat inwonen bij haar zus in Los Angeles. Maya vindt er een baantje als werkster. Zo leert ze Sam Shapiro kennen, een vakbondsactivist die strijd voert voor betere arbeidsvoorwaarden.

## Rolverdeling
| Acteur           | Personage   |
| ---------------- | ----------- |
| Pilar Padilla    | Maya        |
| Adrien Brody     | Sam Shapiro |
| Elpidia Carrillo | Rosa        |
| Jack McGee       | Bert        |
| Monica Rivas     | Simona      |
| Frankie Davila   | Luis        |
| Lilian Hurst     | Anna        |
| Mayron Payes     | Ben         |
| Maria Orellana   | Berta       |
| Melody Garrett   | Cynthia     |
| Gigi Jackman     | Dolores     |
| Beverly Reynolds | Ella        |
| Eloy Méndez      | Juan        |
| Elena Antonenko  | Maria       |
| Olga Gorelik     | Olga        |